# Club Sport José Pardo
Maillots
Le Club Sport José Pardo, anciennement appelé Unión Tumán de Deportes, est un club péruvien de football basé dans le district de Tumán, dans la région de Lambayeque.

## Histoire
Fondé dans une hacienda sucrière du district de Tumán en 1919 sous le nom de Club Federado José Pardo de Tumán – José Pardo y Barreda, président du Pérou, étant le copropriétaire de ladite hacienda – le club adhère à la ligue de football de Chiclayo dans les années 1930. Il change de nom en Unión Tumán de Deportes à la suite de la réforme agraire impulsée par le gouvernement du général Juan Velasco Alvarado en 1969. 
En 1971, l'Unión Tumán se hisse à la 2e place de la Copa Perú (derrière le FBC Melgar) et accède à la 1re division la même année. Il atteint son meilleur classement en D1 en 1974 (5e place). En 1975, il termine à la 15e place (sur 18), mais est relégué en compagnie du dernier du classement puisque deux équipes de la même région (en dehors de Lima) ne pouvaient rester en D1 ensemble. Le Juan Aurich étant mieux classé, c'est à l'Unión Tumán de descendre.
Dans les années 1990, le club reprend son nom d'origine (CS José Pardo). Il évolue actuellement en Copa Perú.

## Résultats sportifs

### Palmarès
| Compétitions nationales           | Compétitions régionales                                              |
| - Copa Perú : - Finaliste : 1971. | - Ligue de la région de Lambayeque (2) : - Vainqueur : 1969 et 1970. |

### Bilan et records
- Saisons au sein du championnat du Pérou : 5 (1971-1975).
- Saisons au sein du championnat du Pérou D2 : 0.

## Personnalités historiques du CS José Pardo

### Joueurs

#### Anciens joueurs
De célèbres joueurs péruviens ont porté le maillot du CS José Pardo / Unión Tumán parmi lesquels Pedro Pablo León, Julio Meléndez ou encore Víctor Zegarra. L'Uruguayen Aníbal Ruiz, qui deviendrait un entraîneur à succès par la suite, y joua en 1972.

### Entraîneurs
- Juan Ulloa (1967)
- Vito Andrés Bártoli (1971-1972)
- Diego Agurto (1973)
- Julio Meléndez (1974)
- José Tadormina (1975)
- Jaime ‘Mito’ Silva (2008-??)

## Culture populaire

### Rivalités
Le CS José Pardo maintient une rivalité locale avec le Deportivo Pomalca. Cette rivalité porte le nom de Clásico Azucarero (« classique sucrier »), puisque les deux clubs furent fondés dans des haciendas sucrières.